# Dahua
För andra betydelser, se Dahua (olika betydelser).
Dahua är ett autonomt härad för yaofolket i Hechis stad på prefekturnivå i den autonoma regionen Guangxi i sydligaste Kina. Det ligger omkring 150 kilometer nordväst om regionhuvudstaden Nanning. 
1. ↑  http://www.geohive.com/cntry/CN-45_ext.aspx